# Coppa del Brasile 2025 (calcio)
La Coppa del Brasile 2025, nota anche come Copa Betano do Brasil 2025 per ragioni di sponsor, è la 37ª edizione della Coppa del Brasile di calcio. Iniziata il 18 febbraio 2025, si concluderà il 9 novembre successivo con la finale.
La squadra campione in carica è il Flamengo, che ha vinto la sua quinta coppa nazionale nell'edizione 2024.

## Formula del torneo
Il 12 novembre 2024 la CBF ha pubblicato il calendario della competizione.
| Turno            | Date                          | Numero di incontri | Squadre       | Entrano a questo turno                 |
| ---------------- | ----------------------------- | ------------------ | ------------- | -------------------------------------- |
| Primo turno      | 18-27 febbraio 2025           | 40                 | 80 → 40       | 80 squadre in base al ranking CBF      |
| Secondo turno    | 5-12 marzo 2025               | 20                 | 40 → 20 (+12) | –                                      |
| Terzo turno      | 30 aprile - 21 maggio 2025    | 16                 | 32 → 16       | Le 12 migliori squadre nel ranking CBF |
| Ottavi di finale | 30 luglio - 6 agosto 2025     | 8                  | 16 → 8        | –                                      |
| Quarti di finale | 27 agosto - 11 settembre 2025 | 4                  | 8 → 4         | –                                      |
| Semifinali       | 5 - 19 ottobre 2025           | 2                  | 4 → 2         | –                                      |
| Finale           | 9 novembre 2025               | 1                  | 2 → 1         | –                                      |

## Squadre partecipanti
Diversamente dall'edizione precedente, quella del 2024 non garantisce la partecipazione in base ai piazzamenti delle squadre. Dei 92 slot, 80 sono assegnati sulla base dei campionati statali, mentre i 12 posti rimanenti sono riservati alle squadre qualificate alla Coppa Libertadores 2024, i vincitori della Copa do Nordeste, della Copa Verde, della Série B e ad eventuali squadre della Série A non automaticamente qualificate.
Le squadre in grassetto entrano nella competizione dal terzo turno.
| Stato               | Club                 | Metodo di qualificazione                  |
| ------------------- | -------------------- | ----------------------------------------- |
| Acre                | Independência        | 1º nel Campionato Acriano                 |
| Acre                | Humaitá-AC           | 2º nel Campionato Acriano                 |
| Alagoas             | CRB                  | Vincitore della Copa do Nordeste          |
| Alagoas             | ASA                  | 2º nel Campionato Alagoano                |
| Alagoas             | CSE                  | 3º nel Campionato Alagoano                |
| Alagoas             | CSA                  | 4º nel Campionato Alagoano                |
| Amapá               | Trem                 | 1º nel Campionato Amapaense               |
| Amapá               | Oratório             | 2º nel Campionato Amapaense               |
| Amazonas            | Manaus               | 1º nel Campionato Amazonense              |
| Amazonas            | Amazonas             | 2º nel Campionato Amazonense              |
| Bahia               | Bahia                | 8° nel Campeonato Brasileiro Série A 2024 |
| Bahia               | Vitória              | 1º nel Campionato Baiano                  |
| Bahia               | Barcelona-BA         | 3º nel Campionato Baiano                  |
| Bahia               | Jequié               | 4º nel Campionato Baiano                  |
| Ceará               | Fortaleza            | 4° nel Campeonato Brasileiro Série A 2024 |
| Ceará               | Ceará                | 1º nel Campionato Cearense                |
| Ceará               | Maracanã-CE          | 3º nel Campionato Cearense                |
| Ceará               | Ferroviário-CE       | Vincitore della Copa Fares Lopes          |
| Distretto Federale  | Ceilândia            | 1º nel Campionato Brasiliense             |
| Distretto Federale  | Capital              | 2º nel Campionato Brasiliense             |
| Espírito Santo      | Rio Branco-ES        | 1º nel Campionato Capixaba                |
| Espírito Santo      | Rio Branco-VN        | 2º nel Campionato Capixaba                |
| Goiás               | Atl. Goianiense      | 1º nel Campionato Goiano                  |
| Goiás               | Vila Nova            | 2º nel Campionato Goiano                  |
| Goiás               | Aparecidense         | 3º nel Campionato Goiano                  |
| Maranhão            | Sampaio Corrêa       | 1º nel Campionato Maranhense              |
| Maranhão            | Maranhão             | 2º nel Campionato Maranhense              |
| Mato Grosso         | Cuiabá               | 1º nel Campionato Matogrossense           |
| Mato Grosso         | União Rondonópolis   | 2º nel Campionato Matogrossense           |
| Mato Grosso         | CEOV                 | Vincitore della Copa Mato-Grossense       |
| Mato Grosso do Sul  | Operário-MS          | 1º nel Campionato Sul-Mato-Grossense      |
| Mato Grosso do Sul  | Dourados             | 2º nel Campionato Sul-Mato-Grossense      |
| Minas Gerais        | Cruzeiro             | 9° nel Campeonato Brasileiro Série A 2024 |
| Minas Gerais        | Atlético Mineiro     | 1º nel Campionato Mineiro                 |
| Minas Gerais        | América-MG           | 3º nel Campionato Mineiro                 |
| Minas Gerais        | Tombense             | 4º nel Campionato Mineiro                 |
| Minas Gerais        | Pouso Alegre         | 6º nel Campionato Mineiro                 |
| Minas Gerais        | Athletic             | Vincitore del Trofeu Inconfidencia        |
| Pará                | Paysandu             | Vincitore della Copa Verde 2024           |
| Pará                | Remo                 | 2º nel Campionato Paraense                |
| Pará                | Águia de Marabá      | 4º nel Campionato Paraense                |
| Pará                | Tuna Luso            | Vincitore della Copa Grão-Pará            |
| Paraíba             | Sousa                | 1º nel Campionato Paraibano               |
| Paraíba             | Botafogo-PB          | 2º nel Campionato Paraibano               |
| Paraná              | Athl. Paranaense     | 1º nel Campionato Paranaense              |
| Paraná              | Maringá              | 2º nel Campionato Paranaense              |
| Paraná              | Coritiba             | 3º nel Campionato Paranaense              |
| Paraná              | Operário-PR          | 4º nel Campionato Paranaense              |
| Paraná              | FC Cascavel          | 5º nel Campionato Paranaense              |
| Pernambuco          | Sport Recife         | 1º nel Campionato Pernambucano            |
| Pernambuco          | Náutico              | 2º nel Campionato Pernambucano            |
| Pernambuco          | Retrô                | 3º nel Campionato Pernambucano            |
| Piauí               | Altos                | 1º nel Campionato Piauiense               |
| Piauí               | Parnahyba            | 2º nel Campionato Piauiense               |
| Rio de Janeiro      | Flamengo             | Vincitore della Copa do Brasil 2024       |
| Rio de Janeiro      | Botafogo             | Vincitore della Copa Libertadores 2024    |
| Rio de Janeiro      | Nova Iguaçu          | 2º nel Campionato Carioca                 |
| Rio de Janeiro      | Vasco da Gama        | 3º nel Campionato Carioca                 |
| Rio de Janeiro      | Fluminense           | 4º nel Campionato Carioca                 |
| Rio de Janeiro      | Boavista-RJ          | 6º nel Campionato Carioca                 |
| Rio de Janeiro      | Portuguesa-RJ        | 7º nel Campionato Carioca                 |
| Rio de Janeiro      | Olaria               | Finalista della Copa Rio                  |
| Rio Grande do Norte | América-RN           | 1º nel Campionato Potiguar                |
| Rio Grande do Norte | Santa Cruz de Natal  | 2º nel Campionato Potiguar                |
| Rio Grande do Norte | ABC                  | 3º nel Campionato Potiguar                |
| Rio Grande do Sul   | Internacional        | 5° nel Campeonato Brasileiro Série A 2024 |
| Rio Grande do Sul   | Grêmio               | 1º nel Campionato Gaùcho                  |
| Rio Grande do Sul   | Juventude            | 2º nel Campionato Gaùcho                  |
| Rio Grande do Sul   | Caxias               | 4º nel Campionato Gaùcho                  |
| Rio Grande do Sul   | Guarany de Bagé      | 5º nel Campionato Gaùcho                  |
| Rio Grande do Sul   | São José-RS          | Vincitore della Copa FGF                  |
| Rondônia            | Porto Velho          | 1º nel Campionato Rondoniense             |
| Rondônia            | Barcelona-RO         | 2º nel Campionato Rondoniense             |
| Roraima             | GAS                  | 1º nel Campionato Roraimense              |
| Roraima             | São Raimundo-RR      | 2º nel Campionato Roraimense              |
| Santa Catarina      | Criciúma             | 1º nel Campionato Catarinense             |
| Santa Catarina      | Brusque              | 2º nel Campionato Catarinense             |
| Santa Catarina      | Concórdia            | Vincitore della Copa Santa Catarina       |
| San Paolo           | Palmeiras            | 2° nel Campeonato Brasileiro Série A 2024 |
| San Paolo           | San Paolo            | 6° nel Campeonato Brasileiro Série A 2024 |
| San Paolo           | Corinthians          | 7° nel Campeonato Brasileiro Série A 2024 |
| San Paolo           | Santos               | 1° nel Campeonato Brasileiro Série B 2024 |
| San Paolo           | RB Bragantino        | 3º nel Campionato Paulista                |
| San Paolo           | Grêmio Novorizontino | 4º nel Campionato Paulista                |
| San Paolo           | Inter de Limeira     | 6º nel Campionato Paulista                |
| San Paolo           | Ponte Preta          | 7º nel Campionato Paulista                |
| San Paolo           | Portuguesa           | 8º nel Campionato Paulista                |
| San Paolo           | Votuporanguense      | Finalista della Copa Paulista             |
| Sergipe             | Confiança            | 1º nel Campionato Sergipano               |
| Sergipe             | Sergipe              | 2º nel Campionato Sergipano               |
| Tocantins           | União-TO             | 1º nel Campionato Tocantinense            |
| Tocantins           | Tocantinópolis       | 2º nel Campionato Tocantinense            |

## Primo turno
Il primo turno si gioca con sfide di sola andata, in casa della squadra con il minor punteggio nel ranking. In caso di pareggio, la squadra con il maggior punteggio nel ranking ottiene la qualificazione al secondo turno.
| Squadra 1           | Risultato       | Squadra 2            |
| ------------------- | --------------- | -------------------- |
| 18 febbraio 2025    |                 |                      |
| União Rondonópolis  | 0 - 3           | Vasco da Gama        |
| Tocantinópolis      | 0 - 2           | Atlético Mineiro     |
| 19 febbraio 2025    |                 |                      |
| ASA                 | 1 - 1 (5-6 dtr) | Atl. Goianiense      |
| Tuna Luso           | 1 - 0           | Sampaio Corrêa       |
| Boavista-RJ         | 0 - 2           | CSA                  |
| Porto Velho         | 0 - 0 (4-3 dtr) | Cuiabá               |
| Capital             | 0 - 0 (5-3 dtr) | Portuguesa-RJ        |
| Sergipe             | 0 - 2           | Ceará                |
| São Raimundo-RR     | 1 - 1 (1-4 dtr) | Grêmio               |
| Santa Cruz de Natal | 0 - 4           | Náutico              |
| Independência       | 1 - 1 (2-4 dtr) | Manaus               |
| Trem                | 0 - 2           | Brusque              |
| Olaria              | 1 - 0           | ABC                  |
| 20 febbraio 2025    |                 |                      |
| Rio Branco-VN       | 0 - 0 (5-3 dtr) | Amazonas             |
| 25 febbraio 2025    |                 |                      |
| Pouso Alegre        | 0 - 2           | Athl. Paranaense     |
| Maringá             | 1 - 0           | Juventude            |
| Barcelona-BA        | 1 - 2           | Athletic             |
| Maranhão            | 0 - 1           | Vitória              |
| Operário-MS         | 0 - 1           | Criciúma             |
| CEO                 | 0 - 0 (4-2 dtr) | Sport Recife         |
| 26 febbraio 2025    |                 |                      |
| Jequié              | 1 - 2           | Retrô                |
| Barcelona-RO        | 1 - 4           | Nova Iguaçu          |
| Humaitá-AC          | 0 - 0 (1-3 dtr) | Operário-PR          |
| CSE                 | 1 - 3           | Tombense             |
| Guarany de Bagé     | 2 - 1           | Altos                |
| Maracanã-CE         | 1 - 1 (5-4 dtr) | Ferroviário-CE       |
| Parnahyba           | 0 - 5           | Confiança            |
| União-TO            | 4 - 2           | América-RN           |
| Concórdia           | 2 - 1           | Ponte Preta          |
| Oratório            | 1 - 3           | São José-RS          |
| GAS                 | 0 - 4           | Remo                 |
| Cascavel            | 1 - 0           | América-MG           |
| Votuporanguense     | 2 - 2 (4-5 dtr) | Aparecidense         |
| Águia de Marabá     | 0 - 8           | Fluminense           |
| Dourados            | 0 - 2           | Caxias               |
| 27 febbraio 2025    |                 |                      |
| Ceilândia           | 2 - 2 (4-2 dtr) | Coritiba             |
| Portuguesa          | 1 - 1 (3-4 dtr) | Botafogo-PB          |
| Sousa               | 1 - 1 (4-5 dtr) | RB Bragantino        |
| Inter de Limeira    | 0 - 0 (6-7 dtr) | Vila Nova            |
| Rio Branco-ES       | 1 - 3           | Grêmio Novorizontino |

## Secondo turno
| Squadra 1        | Risultato       | Squadra 2            |
| ---------------- | --------------- | -------------------- |
| 4 marzo 2025     |                 |                      |
| Aparecidense     | 1 - 0           | Cascavel             |
| 5 marzo 2025     |                 |                      |
| Nova Iguaçu      | 0 - 3           | Vasco da Gama        |
| Atlético Mineiro | 4 - 1           | Manaus               |
| Caxias           | 1 - 2           | Fluminense           |
| 6 marzo 2025     |                 |                      |
| Maringá          | 4 - 2           | União-TO             |
| Olaria           | 1 - 2           | Brusque              |
| 11 marzo 2025    |                 |                      |
| Botafogo-PB      | 4 - 0           | Concórdia            |
| RB Bragantino    | 1 - 1 (4-2 dtr) | São José-RS          |
| Remo             | 1 - 2           | Criciúma             |
| CEO              | 0 - 1           | Grêmio Novorizontino |
| 12 marzo 2025    |                 |                      |
| Atl. Goianiense  | 1 - 1 (1-4 dtr) | Retrô                |
| Operário-PR      | 1 - 0           | Tombense             |
| Maracanã-CE      | 0 - 0 (4-3 dtr) | Ceilândia            |
| Capital          | 3 - 1           | Porto Velho          |
| Ceará            | 2 - 2 (3-0 dtr) | Confiança            |
| Athletic         | 3 - 3 (7-8 dtr) | Grêmio               |
| Vitória          | 0 - 2           | Náutico              |
| 13 marzo 2025    |                 |                      |
| CSA              | 5 - 0           | Tuna Luso            |
| Athl. Paranaense | 3 - 1           | Guarany de Bagé      |
| Vila Nova        | 6 - 0           | Rio Branco-VN        |

## Terzo turno
Il sorteggio per il terzo turno si è tenuto il 9 aprile 2025 a Rio de Janeiro, nella sede della federazione. Al turno prendono parte le 20 vincenti del secondo turno e le 12 squadre che entrano nella competizione da questo turno. Le gare si giocano con partite di andata e ritorno, con la squadra di casa nella prima sfida che è determinata dal sorteggio.
| Squadra 1            | Totale          | Squadra 2        | Andata | Ritorno |
| -------------------- | --------------- | ---------------- | ------ | ------- |
| Operário-PR          | 2 – 2 (6-7 dtr) | Vasco da Gama    | 1 – 1  | 1 – 1   |
| Fluminense           | 5 – 1           | Aparecidense     | 1 – 0  | 4 – 1   |
| Paysandu             | 0 – 5           | Bahia            | 0 – 1  | 0 – 4   |
| Botafogo             | 4 – 1           | Capital          | 4 – 0  | 1 – 0   |
| Internacional        | 4 – 0           | Maracanã-CE      | 1 – 0  | 3 – 0   |
| Retrô                | 2 – 2 (4-1 dtr) | Fortaleza        | 1 – 1  | 1 – 1   |
| Brusque              | 0 – 1           | Athl. Paranaense | 0 – 0  | 0 – 1   |
| Ceará                | 0 – 4           | Palmeiras        | 0 – 1  | 0 – 3   |
| Maringá              | 2 – 6           | Atlético Mineiro | 2 – 2  | 0 – 4   |
| Botafogo-PB          | 2 – 5           | Flamengo         | 0 – 1  | 2 – 4   |
| San Paolo            | 4 – 2           | Náutico          | 2 – 1  | 2 – 1   |
| Cruzeiro             | 5 – 0           | Vila Nova        | 2 – 0  | 3 – 0   |
| Santos               | 1 – 1 (4-5 dtr) | CRB              | 1 – 1  | 0 – 0   |
| Grêmio Novorizontino | 0 – 2           | Corinthians      | 0 – 1  | 0 – 1   |
| Criciúma             | 1 – 6           | RB Bragantino    | 1 – 0  | 0 – 6   |
| CSA                  | 3 – 2           | Grêmio           | 3 – 2  | 0 – 0   |

## Ottavi di finale
| Squadra 1     | Totale          | Squadra 2        | Andata | Ritorno |
| ------------- | --------------- | ---------------- | ------ | ------- |
| San Paolo     | 2 – 2 (0-3 dtr) | Athl. Paranaense | 2 – 1  | 0 – 1   |
| Flamengo      | 1 – 1 (3-4 dtr) | Atlético Mineiro | 0 – 1  | 1 – 0   |
| Bahia         | 3 – 2           | Retrô            | 3 – 2  | 0 – 0   |
| Internacional | 2 – 3           | Fluminense       | 1 – 2  | 1 – 1   |
| Cruzeiro      | 2 – 0           | CRB              | 0 – 0  | 2 – 0   |
| CSA           | 1 – 3           | Vasco da Gama    | 0 – 0  | 1 – 3   |
| Corinthians   | 3 – 0           | Palmeiras        | 1 – 0  | 2 – 0   |
| Botafogo      | 3 – 0           | RB Bragantino    | 2 – 0  | 1 – 0   |

## Quarti di finale
| Squadra 1        | Totale | Squadra 2   | Andata | Ritorno |
| ---------------- | ------ | ----------- | ------ | ------- |
| Atlético Mineiro | –      | Cruzeiro    | –      | –       |
| Athl. Paranaense | –      | Corinthians | –      | –       |
| Vasco da Gama    | –      | Botafogo    | –      | –       |
| Bahia            | –      | Fluminense  | –      | –       |